# Azul 29
Azul 29 foi uma efêmera banda brasileira de new wave, fundada em 1982 por dois ex-membros da banda de synthpop Agentss. São famosos por seu hit de 1984 "Videogame".

## História
O Azul 29 foi fundado na cidade de São Paulo em abril de 1982, pelo guitarrista do Agentss Eduardo Amarante e por Thomas "Miko" Bielefeld. Sua primeira gravação foi a canção "Ciências Sensuais".
Após o Agentss chegar ao fim em 1983, Malcolm Oakley e Thomas Susemihl (que também era do Agentss) juntaram-se a Amarante e a Bielefeld. No mesmo ano, lançariam um EP epônimo pela WEA (atual Warner Music Group), contendo as canções "Metrópole" e "Olhar".
Em 1984 lançaram um segundo EP epônimo, também pela WEA, contendo as faixas "Videogame" e "O Teu Nome em Neon"; neste EP, os elementos eletrônicos de sua música tornariam-se mais proeminentes que em seu lançamento anterior. "Videogame" tornaria-se o maior sucesso do Azul 29 após ter sido utilizado na trilha sonora do popular filme de 1984 Bete Balanço, dirigido por Lael Rodrigues.
Apesar de seu sucesso, a banda chegaria a seu fim em 1985. Futuramente, ambos Amarante e Oakley se juntariam à banda New Romantic de pós-punk ZERØ.
Em 18 de agosto de 2016, foi anunciado que Thomas Bielefeld morreu na Santa Casa de Pindamonhangaba. Ele estava internado devido a insuficiência cardíaca e respiratória.

## Integrantes
- Thomas Bielefeld — vocais, teclado (1982-1985; falecido em 2016)
- Eduardo Amarante — guitarra, teclado (1982-1985; falecido em 2022)
- Thomas  "Miko" Susemihl — baixo (1983-1985)
- Malcolm Oakley — bateria (1983-1985)

## Discografia

### Singles
- 1982: "Ciências Sensuais"

### Extended plays
- 1983: Metrópole
- 1984: Vídeo Game

### Compilações
1984: Neo Rock 89,1 Pool Fm (vários)
Incluiu a canção  ''Vídeo-Game'' '' Teu nome em Neon''
- 1984: Bete Balanço - Trilha Sonora Do Filme ‎(LP, Comp)  Incluiu a canção  ''Vídeo-Game''
- 2005: Não Wave

Incluiu a canção "Ciências Sensuais".